# 헤르초게나우라흐

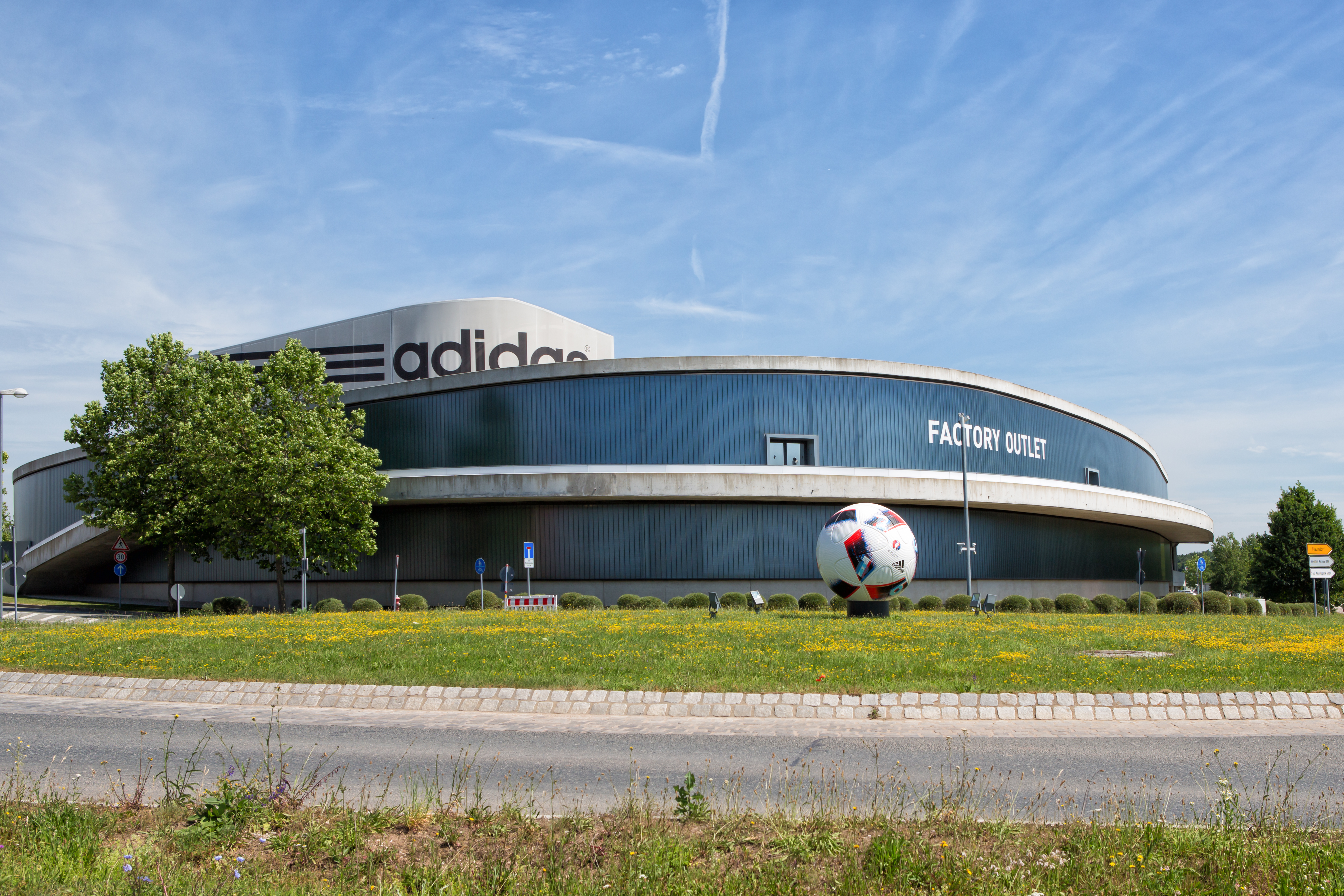
헤어초게나우라흐에 위치한 아디다스 본사

헤어초게나우라흐(독일어: Herzogenaurach)는 독일 바이에른주에 있는 도시이다. 인구는 23,098명이다.